# Agrilus shoemakeri
Agrilus shoemakeri är en skalbaggsart som beskrevs av Knull 1938. Agrilus shoemakeri ingår i släktet Agrilus och familjen praktbaggar. Inga underarter finns listade i Catalogue of Life.